# کوت گله
کوت گله (به انگلیسی: Kot Gullah) یک روستا در پاکستان است که در ناحیه چکوال واقع شده‌است.